# Biomethan
Biometan je vyčištěný bioplyn, který obsahuje alespoň 95 % methanu. Svým složením je identický se zemním plynem, rozdíl je pouze ve způsobu jeho vzniku.
Biometan produkovaný z odpadní biomasy má v rámci běžných biopaliv nejnižší emise skleníkových plynů a nejnižší spotřebu energie ve svém životním cyklu. Je možné ho ukládat a skladovat, což zvyšuje jeho potenciál pro praktické využití při transformaci energetiky na obnovitelné zdroje.

## Výroba biometanu
Biometan se vyrábí z bioplynu. Ten vzniká anaerobní digescí organických materiálů a skládá se zejména z methanu a oxidu uhličitého a malého množství dalších plynů. Obsah metanu v bioplynu je většinou 50 až 55 %, oxidu uhličitého pak zhruba 30 až 35 %.
Pro vznik biometanu je třeba podíl metanu minimálně 95 % a naopak zredukovat oxid uhličitý pod 2,5 %. Dále jsou z bioplynu odstraňovány stopové příměsi sirných a dusíkatých sloučenin nebo inertní plyny.
Biometan se získává z bioplynu jeho čištěním a zušlechťováním. Čistěním se z bioplynu odstraňuje voda, sulfan, amoniak a jiné stopové nečistoty.
Během zušlechťování pak dochází k oddělování metanu a oxidu uhličitého. Metody k tomu používané jsou chemická nebo vysokotlaká vodní vypírka, metoda střídání tlaků nebo kryogenní a membránová separace.
Biometan se vyrábí v bioplynových stanicích, kde se zpracovává biologicky rozložitelný odpad. Zejména se jedná o biomasu, komunální bioodpad, zkažené a prošlé potraviny, zbytky z restaurací, čistírenské kaly, odpady z masné výroby, z pivovarů, cukrovarů, škrobáren a destilerií. Dalšími zdroji pak mohou být hnoje a jiné vedlejší produkty zemědělské výroby.

## Využití biometanu
Biometan představuje alternativu zemního plynu ve všech oblastech jeho využití. Je možné ho tedy vstřikovat přímo do plynárenské sítě a použít v běžné plynárenské distribuci. V dopravě se používá ve své stlačené formě, která se označuje BioCNG. Distribuce BioCNG probíhá ve stejných čerpacích zařízeních jako běžný stlačený zemní plyn a vozidla na stlačený zemní plyn ho mohou používat bez jakýchkoliv úprav. V porovnání s konvenčními palivy by jeho nasazení znamenalo 35% snížení emisí oxidu uhličitého.

## Produkce biometanu v Česku
První bioplynovou stanicí na území Česka, která je uzpůsobena k výrobě biometanu, je EFG Rapotín BPS nedaleko Šumperka v Olomouckém kraji. Od roku 2019 je tam biometan vytvářen z biologicky rozložitelného odpadu, který je zajišťován svozem hnědých kontejnerů z blízkého okolí. Kapacita stanice je 30 000 tun bioodpadu/rok. Vzniklý odpad, tzv. digestát je využíván v zemědělství jako hnojivo, avšak silně zapáchá v nočních hodinách.